# غار آروئیرا
غار آروئیرا (انگلیسی: Cave of Aroeira)، یک سایت باستان‌شناسی و دیرین‌مردم‌شناسی در پرتغال توده سنگ آهک استرمادورا است. این غار در روستای آلموندا، در بخش مدنی زیبریرا، در شهرداری تورس نواس در  ناحیه سانتاری واقع شده است. این غار حاوی سنگ‌هایی از فرهنگ پارینه‌سنگی آشولی و جمجمه «انسان هایدلبرگی» با قدمت حدوداً ۴۰۰۰۰۰ ساله بود. کشف آروئیرا ۳ در بهار ۲۰۱۷ اعلام شد - اولین اثر انسانی در پرتغال.